# 3486 Fulchignoni
3486 Fulchignoni eller 1984 CR är en asteroid i huvudbältet som upptäcktes den 5 februari 1984 av den amerikanske astronomen Edward L.G. Bowell vid Anderson Mesa Station. Den är uppkallad efter den italienska astronomen Marcello Fulchignoni.
Asteroiden har en diameter på ungefär 5 kilometer och den tillhör asteroidgruppen Nysa.